# Островский, Эдвард Феликс Винценты
Э́двард (Эдуа́рд) Фе́ликс Винце́нты Остро́вский (пол. Edward Feliks Wincenty Ostrowski; 1816—1859) — польский медик-ветеринар; директор Варшавской ветеринарной школы, профессор Харьковского ветеринарного училища.

## Биография
Родился 2 (14) июня 1816 года в деревне Покоршах (Pakosze  (англ.)), в Трокском уезде Виленской губернии. Образование получил в Виленской мужской гимназии и Виленской медико-хирургической академии, где в 1838 году окончил курс по отделению ветеринарии, со степенью ветеринара-лекаря. 
В 1839 году поступил ветеринарным асессором в Калишскую губернскую врачебную управу. С 1841 года был преподавателем в Варшавской ветеринарной школе и исправляющим должность её директора. Одновременно Островский читал ветеринарию в Маримонтском институте сельского хозяйства и лесоводства. В 1845 году он был назначен членом Медицинского совета Царства Польского по ветеринарной части и членом экзаменационной ветеринарной комиссии.
В 1845 году для получения звания старшего ветеринарного врача он написал сочинение «Зараза легких, или воспаление легких, распространенное у рогатого скота». В этом же году он принял деятельное участие в совещаниях медицинского управления по организации ветеринарной полиции, и за свое сочинение «Закон о ветеринарной полиции или положения, направленные на предотвращение и облегчение распространенных и заразных болезней между домашними животными» (Варшава, 1844) был награждён бриллиантовым перстнем. 
В 1846 году Островский выпустил свой труд — «О практической ветеринарной хирургии», принятый как руководство при преподавании ветеринарии в Маримонтском институте сельского хозяйства; и 1847 году — «Описание и лечение лошадиной инфлюэнцы» («Opisanie i leczenie influenzy czyli zarazy kóikiej pod róznemi postaciami i rozmaitemi powiklaniami»), — в 1853 году за работу «О заразе селезенки» («О zarazie śledziony, czyli chorobie karbunkulowej»), получил от Медицинского Совета Царства Польского степень магистра ветеринарии. Им было помещено много статей и исследований в разных периодических изданиях и календарях Стромбского, Яворского и Унгера.
В августе 1853 года Островский занял кафедру профессора в Харьковском ветеринарном училище. В следующем году был отправлен в качестве начальника научной экспедиции в киргиз-кайсацкие степи, для исследования главных условий жизни кочевников, их материального положения и изыскания средств к его улучшению. Научная сторона и подробности этого путешествия были им описаны в обширном отчёте, а немного позже рассказаны в форме «писем с дороги», изданных им в 1859 году в двух томах, под названием: «Listy z podròzy, odbytej do stepòw kirgiz-kajsackich» (Гродно). В Харькове Островский написал два больших тома об образовании червей у животных (О tworzeniu się robakòw u zwierząt). В 1859 году он начал обширный труд — «Ветеринарная терапия», но 24 августа (5 сентября) 1859 года скончался в имении Рокитна, Курской губернии.